# Stara Huta (wieś w województwie dolnośląskim)
Stara Huta (niem. Neurode) – wieś w Polsce, położona w województwie dolnośląskim, w powiecie milickim, w gminie Krośnice.

## Podział administracyjny
W latach 1975–1998 miejscowość położona była w województwie wrocławskim.